# جاك كروفورد (لاعب هوكي الجليد)
جاك كروفورد (بالإنجليزية: Jack Crawford)‏ هو لاعب هوكي الجليد كندي، ولد في 26 أكتوبر 1916 في ويست بيرث في كندا، وتوفي في 19 يناير 1973.

## وصلات خارجية
- جاك كروفورد على موقع دوري الهوكي الوطني (الإنجليزية)
- جاك كروفورد على موقع EliteProspects.com (الإنجليزية)
- جاك كروفورد على موقع HockeyDB.com (الإنجليزية)
- جاك كروفورد على موقع Hockey-Reference.com (الإنجليزية)